# Lili Elbe
Lili Ilse Elvenes, plus connue sous le nom de Lili Elbe, née Einar Magnus Andreas Wegener le 28 décembre 1882 et morte 13 septembre 1931), est une artiste peintre danoise entrée dans l'histoire de la médecine pour avoir été parmi les premières à bénéficier d'une chirurgie de réattribution sexuelle, en 1930.

## Biographie

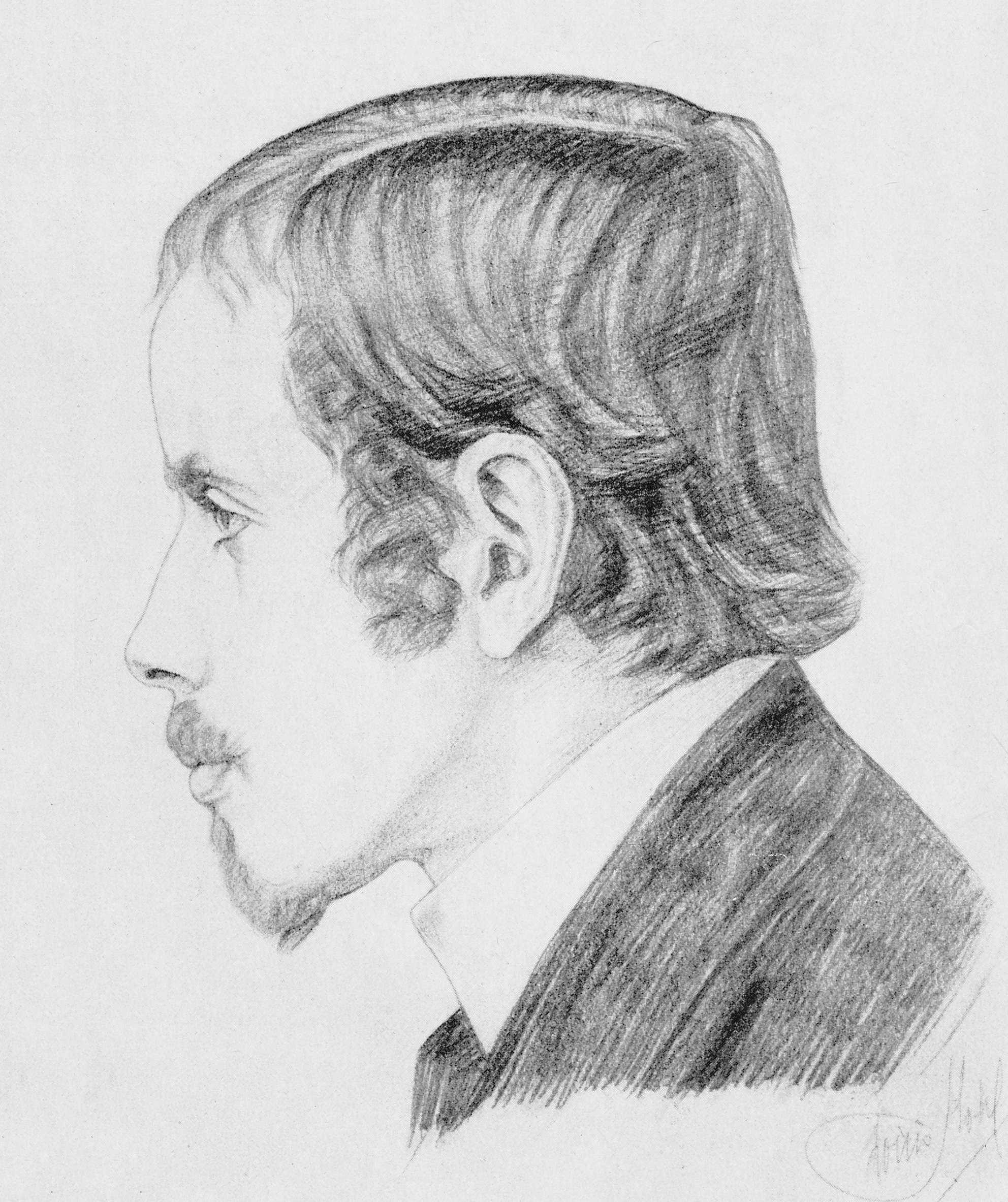
Portrait de Einar Wegener vers 1920.

Wegener (nom de famille d'alors de Lile Elbe) rencontre Gerda Gottlieb lors de leurs études à l'Académie royale des beaux-arts du Danemark à Copenhague, et l'épouse en 1904. Gottlieb a 19 ans, Wegener, 22,.
Wegener se spécialise dans la peinture de paysages, tandis que Gottlieb illustre des livres et des revues de mode. Lors d'une séance de pose pour Gottlieb, qui lui avait demandé de remplacer son modèle féminin absent en portant ses bas et talons hauts, Wegener commence à s'identifier en tant que femme.
Gottlieb devint célèbre pour ses portraits de belles femmes chics aux yeux en amande et regard de braise. En 1913, le public fut surpris d'apprendre qui était le modèle de ces femmes fatales.

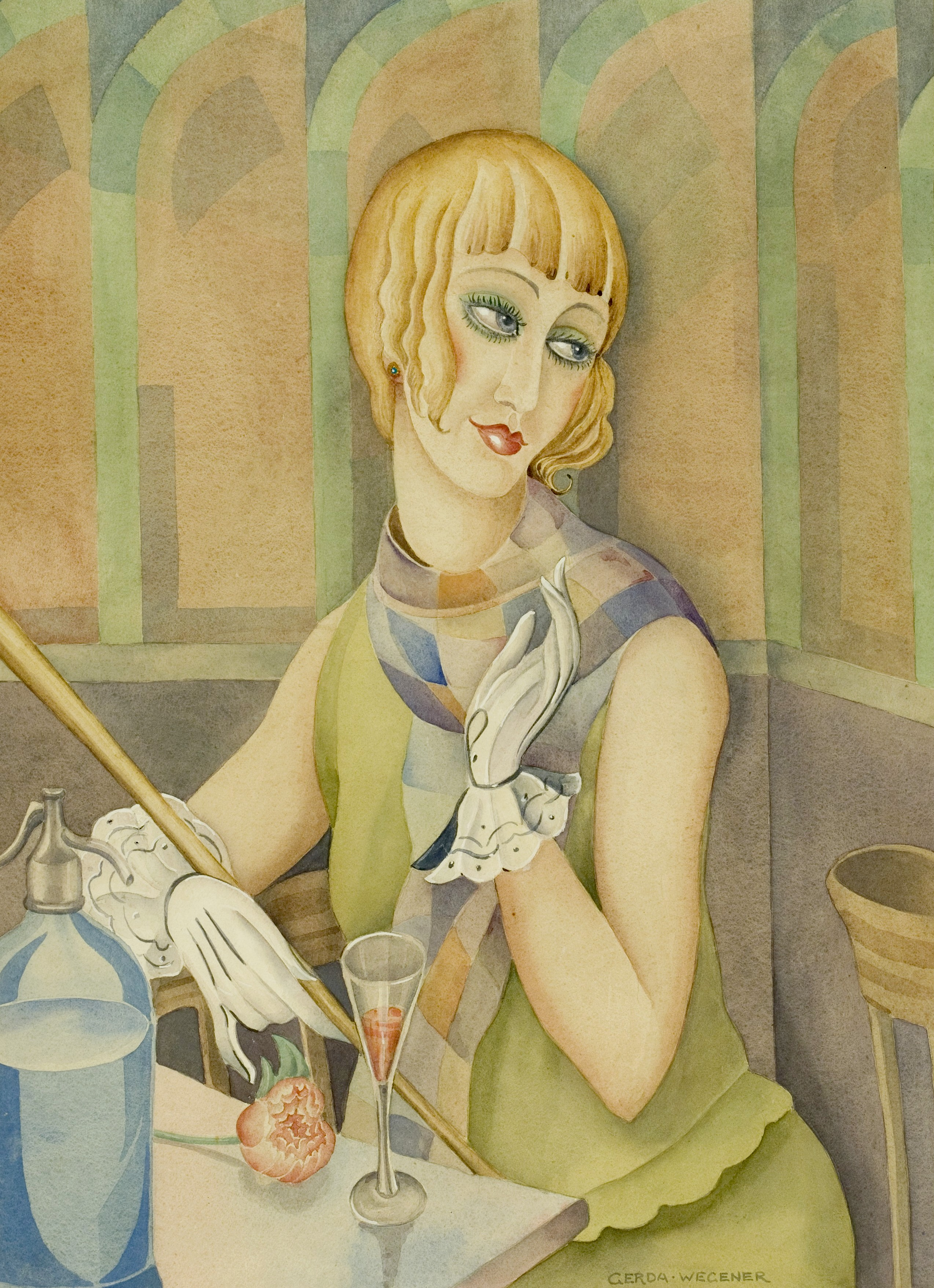
Portrait de Lili Elbe par Gerda Wegener.

Wegener reçoit le prix Neuhausens (da) en 1907 et est exposée au Kunstnernes Efterårsudstilling (da), au Musée d'Art de Vejle, et au Salon d'Automme à Paris.
Le couple voyage en Italie et en France, et s'établit en 1912 à Paris, où Wegener pouvait vivre ouvertement en tant que femme.

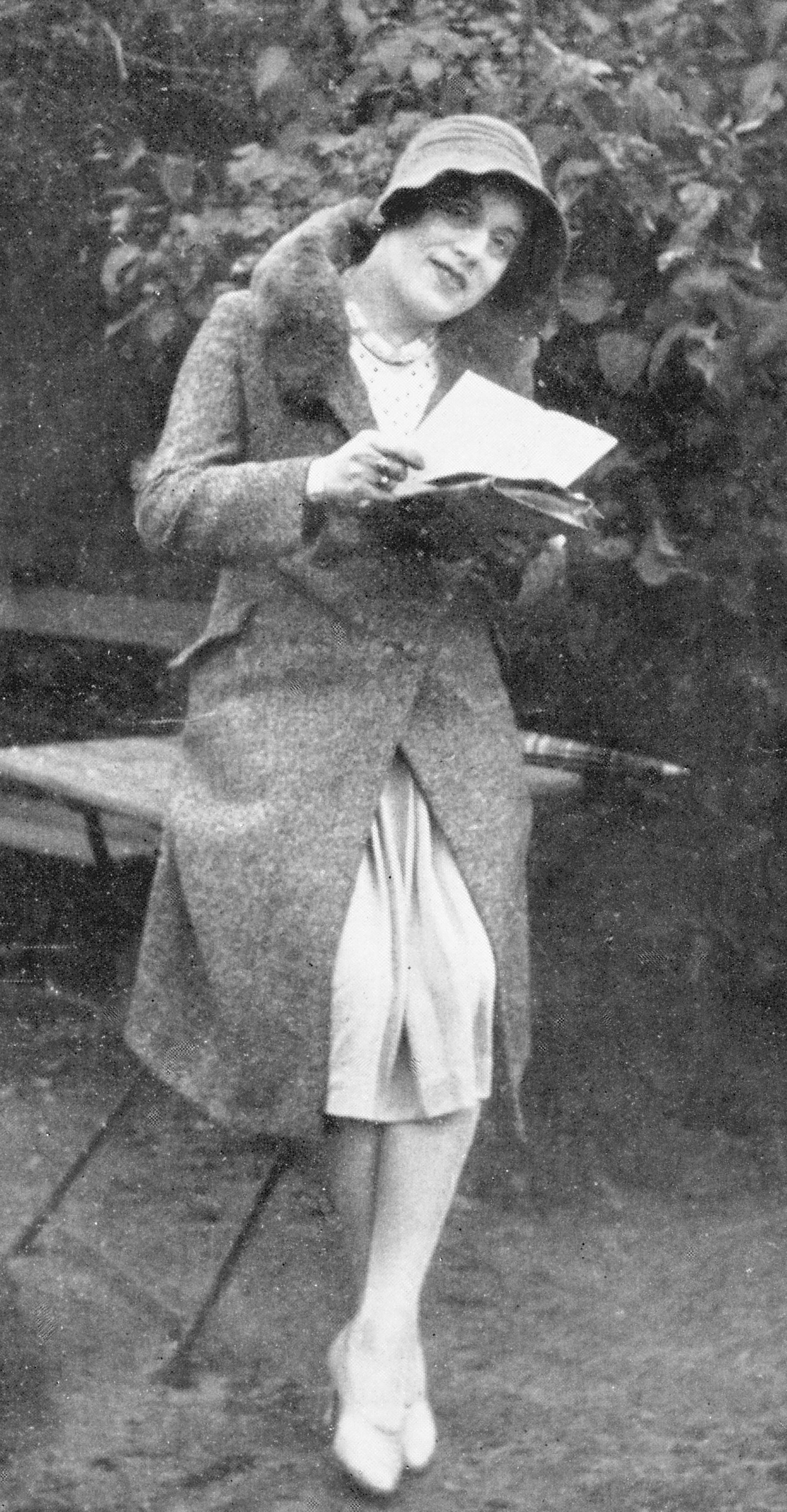
Lili Elbe en 1930.

Dans les années 1920 et 1930, Wegener apparaissait régulièrement en tant que femme, organisant de nombreuses fêtes ou se promenant dans les rues de Paris pour se mêler à la foule des fêtards lors du Carnaval,. Wegener était officiellement présentée comme « la sœur d'Einar »,, mais son cercle d'intimes était au courant de son identité.
À partir de mars 1930, Wegener se rend en Allemagne pour bénéficier en deux ans d'une série de cinq opérations chirurgicales de réattribution sexuelle, techniques encore expérimentales à l'époque. La première opération, qui consiste à retirer les testicules (orchiectomie), se fait sous la supervision du sexologue Magnus Hirschfeld à Berlin. Les autres opérations ont lieu à Dresde par Kurt Warnekros. Lors de la deuxième opération, son pénis est retiré et des ovaires lui sont transplantés, mais, à cause de complications, ils seront retirés lors des deux opérations suivantes.
À ce moment-là, connue désormais sous le nom de Lili Elbe, elle devient une célébrité dans les médias danois et allemands.
En octobre 1930, son mariage est annulé.
Elle officialise alors son changement d'état civil en obtenant le changement de son nom en Lili Ilse ElvenesMeyer 2015, p. 311–314. et reçoit un passeport à ce nom. Le nom de « Lili Elbe » lui avait initialement été donné par la journaliste danoise Louise « Loulou » Lassen.
Elle cesse de peindre, considérant que c'est quelque chose qui appartient à son passé, à l'identité d'Einar.
Elle entame une relation amoureuse avec le marchand d'art Claude Lejeune, avec lequel elle souhaitait se marier et avoir des enfants.
En juin 1931 a lieu la dernière opération, qui consiste en une vaginoplastie et une greffe d'utérus. Ces deux procédures sont alors nouvelles et encore expérimentales. Son système immunitaire rejette la greffe, et elle contracte une infection,,. Lili Elbe meurt le 13 septembre 1931, à la suite d'un arrêt cardiaque causé par une septicémie,,,,.
Il est probable que Lili Elbe ait été une personne intersexuée,,,,,. Il est documenté qu'elle avait des ovaires rudimentaires. Certains auteurs en concluent qu'elle était peut-être porteuse du syndrome de Klinefelter.

## Postérité
Son autobiographie Man into Woman est publiée en 1933 à titre posthume.
En 2001, l'auteur américain David Ebershoff publie un roman inspiré de sa vie, Danish Girl.
En 2015, un film homonyme, adapté de ce roman et réalisé par Tom Hooper, sort au cinéma, avec Eddie Redmayne dans le rôle-titre. Il reçoit d'abord un bon accueil à la Mostra de Venise en septembre puis lors de sa sortie, bien que le choix d'un homme cisgenre pour interpréter le rôle de Lili Elbe ait été critiqué,.
Lili Elbe est un opéra de Tobias Picker créé en octobre 2023, avec Lucia Lucas dans le rôle titre.